# Municipio de Cascade (Minnesota)
El municipio de Cascade (en inglés: Cascade Township) es un municipio ubicado en el condado de Olmsted en el estado estadounidense de Minnesota. En el año 2010 tenía una población de 2815 habitantes y una densidad poblacional de 89,06 personas por km².

## Geografía
El municipio de Cascade se encuentra ubicado en las coordenadas 44°5′27″N 92°27′49″O / 44.09083, -92.46361. Según la Oficina del Censo de los Estados Unidos, el municipio tiene una superficie total de 31.61 km², de la cual 31.39 km² corresponden a tierra firme y (0.69%) 0.22 km² es agua.

## Demografía
Según el censo de 2010, había 2815 personas residiendo en el municipio de Cascade. La densidad de población era de 89,06 hab./km². De los 2815 habitantes, el municipio de Cascade estaba compuesto por el 91.44% blancos, el 0.53% eran afroamericanos, el 0.11% eran amerindios, el 6.11% eran asiáticos, el 0.07% eran isleños del Pacífico, el 0.82% eran de otras razas y el 0.92% pertenecían a dos o más razas. Del total de la población el 2.38% eran hispanos o latinos de cualquier raza.